# الحميرة (ريف دمشق)
الحميرة قرية سورية تقع على مشارف جبال القلمون من الجهة الشمالية وعلى حدود محافظة حمص. تتبع البلدة منطقة النبك بريف دمشق، ويحدها من الشمال قرية الحفر بمحافظة حمص ومن الجنوب مدينة دير عطية ومن الغرب مدينة قارة. بلغ تعداد سكانها 1,740 نسمة حسب تعداد 2004، غالبيتهم مسلمون .[بحاجة لمصدر]